# Port Jefferson (Ohio)
Port Jefferson es una villa ubicada en el condado de Shelby en el estado estadounidense de Ohio. En el Censo de 2010 tenía una población de 371 habitantes y una densidad poblacional de 761,94 personas por km².

## Geografía
Port Jefferson se encuentra ubicada en las coordenadas 40°19′49″N 84°5′32″O / 40.33028, -84.09222. Según la Oficina del Censo de los Estados Unidos, Port Jefferson tiene una superficie total de 0.49 km², de la cual 0.43 km² corresponden a tierra firme y (11.7%) 0.06 km² es agua.

## Demografía
Según el censo de 2010, había 371 personas residiendo en Port Jefferson. La densidad de población era de 761,94 hab./km². De los 371 habitantes, Port Jefferson estaba compuesto por el 100% blancos, el 0% eran afroamericanos, el 0% eran amerindios, el 0% eran asiáticos, el 0% eran isleños del Pacífico, el 0% eran de otras razas y el 0% pertenecían a dos o más razas. Del total de la población el 0% eran hispanos o latinos de cualquier raza.